# Gelkompresse
Gelkompressen sind moderne Wund- und Auflagetherapeutika aus unterschiedlichen Materialien, auf Hydrogelbasis. Sie bestehen im Wesentlichen aus einem Beutel auf Kunststoffbasis oder aus Naturmaterialien, der mit einem Hydrogel befüllt ist. Dieses wird beispielsweise zum Schutz von Kleinkindern immer häufiger aus ungiftigen Inhaltsstoffen hergestellt. Ein großer Vorteil liegt in ihrer langen Haltbarkeit sowie der Wiederverwendbarkeit.

## Indikationen
Medizinische Indikationen für Kaltkompressen sind insbesondere Entzündungen, Zerrungen, Verstauchungen, Prellungen, Brüche und Sportverletzungen, medizinische Indikationen für Warmkompressen sind u. a. Rückenschmerzen, Rheuma und Hexenschuss.
Gelkompressen sind lediglich für äußere Anwendungen geeignet. Laut Hersteller-Angaben soll die maximale Anwendungszeit 20 bis 30 Minuten nicht überschreiten, zwischen den Anwendungen sollte mindestens eine Pause von 30 Minuten eingehalten werden. Bei Herz-, Kreislauf- und Zuckererkrankungen sollte vor der Anwendung ein Arzt oder ein Apotheker konsultiert werden. Ausgetretenes Gel von defekten Kompressen kann mit einem Papiertuch aufgewischt und gemeinsam mit der Kompresse im Hausmüll entsorgt werden.

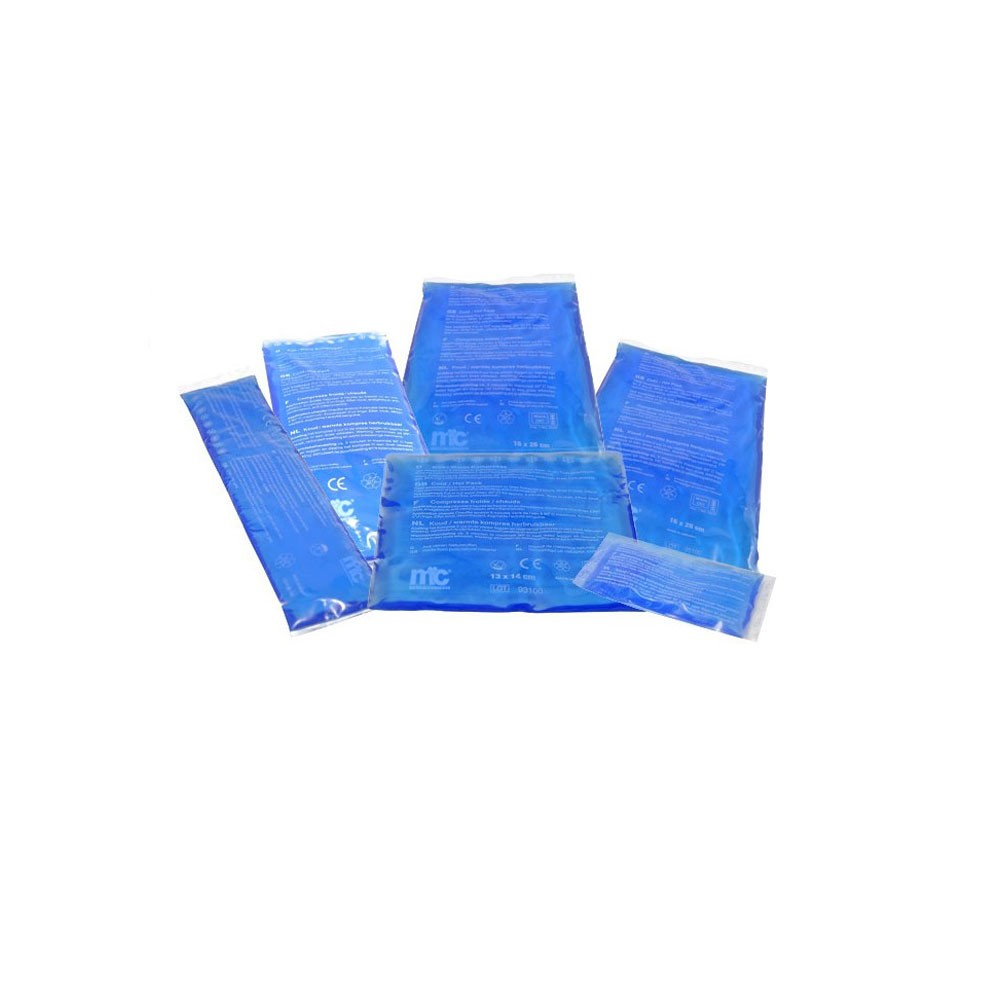
Set verschiedener Kalt-/ Warmkompressen

## Anwendungshinweise
Gel- oder Kalt-Warm-Kompressen werden in der Regel in rechteckiger Form in zahlreichen Größen zur äußeren Anwendung hergestellt und vertrieben. Taugliche Kompressen verfügen über eine CE-Kennzeichnung.

### Kaltkompressen
Als Kaltkompresse verwendet, wird eine Gelkompresse je nach Größe bis zu zwei Stunden ins Gefrierfach gelegt, bis eine nicht zu harte Konsistenz des Therapeutikums erreicht ist. Um Kälteverbrennungen zu vermeiden, wird empfohlen, zwischen Kompresse und Haut ein dünnes Tuch oder eine sogenannte Fließstoffhülle zu legen.

### Warmkompressen
Warmkompressen werden zwischen 5 und 10 Minuten in einem 80 bis ca. 90° heißem Wasserbad erhitzt. Einige Produkte lassen sich ebenfalls in der Mikrowelle erwärmen. Ein direkter Hautkontakt sollte vermieden werden. Empfohlen wird der Einsatz eines dünnen oder feuchten Tuches zwischen Haut und Kompresse.